# Ersan İlyasova
Ersan İlyasova (Eskişehir, 15. svibnja 1987.) turski je profesionalni košarkaš. Igra na poziciji niskog krila, a može igrati i krilnog centra. Trenutačno je član NBA momčadi Orlando Magica. 

## Karijera
Ilyasova, iako rodom iz Uzbekistana, prve je košarkaške korake napravio u Turskoj, gdje je u dresu Ülkerspor iz Istanbula kao 17-godišnjak zabilježio prve europske nastupe. Izabran je u 2. krugu (36. ukupno) NBA drafta 2005. godine od Milwaukee Bucksa. Kao vrlo perspektivan, pomamljen NBA ligom odlučio se otići u Buckse. S Bucksima je potpisao dvogodišnji ugovor, međutim u prvoj sezoni poslan je u razvojnu momčad D-League Tulsa 66ersa. U Tulsi je odigrao 46 utakmica i prosječno postizao 12,5 poena i 7 skokova. Dana 1. studenog 2007. debitirao je u NBA ligi, no što je tijekom sezone ostao uskraćen za pravu minutažu (14,7 u prosjeku), vratio se u Europu i potpisao za Regal F.C. Barcelonu. Time je postao prvim Turčinom u klupskoj povijesti. 
S Barcelonom je u sezoni 2007./08. igrao finale španjolskog prvenstva, ispao u četvrtfinalu kupa od Iurbentia Bilbaoa te dosegnuo četvrtfinale Eurolige gdje je Barcelona ispala u trećem susretu četvrtfinala od Maccabija. U Euroligi je postizao 6,1 poen, imao 4,7 skokova te je bio šesti bloker s 1,1 blokadom u prosjeku.
Dana 14. srpnja 2008. godine, produžio je vjernost katalonskom klubu na dvije sezone s opcijom raskida ugovora po isteku prve. Nakon što je raskinuo ugovor nakon samo jedne odrađene sezone, İlyasova je postao slobodan igrač i potpisao trogodišnji ugovor s Milwaukee Bucksima vrijedan ukupno sedam milijuna dolara, s time da će prve sezone zaraditi 2,1 milijun.

## Vanjske poveznice
- Profil na NBA.com
- Profil  Arhivirana inačica izvorne stranice od 25. ožujka 2010. (Wayback Machine) na Basketball-Reference.com
- Profil na Euroleague.net